# Szabadkikötő megállóhely
A Szabadkikötő egy budapesti HÉV-megállóhely, melyet a MÁV-HÉV Helyiérdekű Vasút Zrt. (MÁV-HÉV) üzemeltet.

## Forgalom
| Járat | Útvonal                                                                                               | Gyakoriság      |
| ----- | --- | --------------- |
|       | Boráros tér ↔ Müpa – Nemzeti Színház ↔ Szabadkikötő ↔ Szent Imre tér ↔ Karácsony Sándor utca ↔ Csepel | 6-15 percenként |

## Megközelítés budapesti tömegközlekedéssel
- Busz:  179
- Éjszakai busz:  979, 979A